# 금산제일초등학교
금산제일초등학교는 대한민국 전라남도 고흥군 금산면 어전리에 있었던 공립 초등학교이다.

## 연혁
- 1968년 6월 23일 금산국민학교 연소분교장 개교
- 1970년 7월 1일 금산제일국민학교로 승격
- 1996년 3월 1일 금산제일초등학교로 개칭
- 1999년 3월 1일 금장분교장 통폐합
- 1999년 9월 1일 익금분교장 통폐합
- 2009년 3월 1일 금산초등학교로 통합